# Тайнов
Мулла Тайнов (каз. молда Тайынұлы, ? — ?) — депутат Государственной думы Российской империи I созыва. Представитель мусульман Средней Азии (Семиреченская область).
По национальности узбек (сарт). Мусульманин, мулла. Дважды избирался в Государственную думу Российской империи I созыва. Первый раз 20 июня 1906 года, но выборы были признаны недействительными, так как не все избиратели были о них извещены. Второй раз был избран 7 июля 1906 года, однако уже на следующий день — 8 июля 1906 года — Государственная дума Российской империи I созыва была распущена. Но его избрание было и в этот раз оспорено, так как, якобы, вновь избранный депутат знал русский язык недостаточно хорошо для работы в Думе.
Предполагают, что Тайнов мог быть сослан в Тульскую губернию и там встречался с Л. Н. Толстым,  но скорее речь идёт о Абдувахиде Кариеве, депутате 2-й Государственной думы от Ташкента, который именно в это время безусловно встречался и беседовал с Львом Николаевичем.

## Комментарии
1. ↑  Другие авторы (в частности, Абдасалямова Наталья[1]) предполагают, что он казах, по-видимому, на том основании, что Тайнов был избран от Семиреченской области. Следует учесть, что границы Семиреченской области Российской империи включали как районы южного Казахстана, так и современной Киргизии.
2. ↑  Однако по мнению Артёма Андреева, исследователя выборов в национальных окраинах Российской империи, к этому времени выборы в Семиреченской  области ещё не прошли: "В   Семиреченской  области  готовиться  к выборам  начали  с 7  июня 1906    года[3]. К 11 июля 1906 года ещё составлялись списки выборщиков"[4][5].
3. ↑  По воспоминаниям Д. П. Маковицкого Л. Н. Толстой около 28 сентября 1910 в  Соломасове встретился со ссыльным муллой, бывшим депутатом Государственной Думы, и был впечатлён тем, что, живя очень бедно, на 11 копеек в день, этот мулла сохранял «магометанское достоинство»[6]. Комментаторы предполагают, что речь идёт о мулле Тайнове. В записи марта 1911 года сообщаются  причины ссылки этого муллы. Когда, во время ревизии Туркестана, сенатор К. К. Пален созвал жителей изъявить свои жалобы и желания, мулла и бывший депутат ему заявил: «Желание жителей — чтобы убрали от них стражников или полицию как ненужных». За это был сослан на 3 года в ссылку[7]. Семиреченская область, где жил Таинов, не относилась к Туркестанскому краю, таким образом, Пален не мог с ним встретиться.